# Les Moutiers-Hubert
Les Moutiers-Hubert är en kommun i departementet Calvados i regionen Normandie i norra Frankrike. Kommunen ligger i kantonen Livarot som ligger i arrondissementet Lisieux. År 2018 hade Les Moutiers-Hubert 39 invånare.

## Befolkningsutveckling
Antalet invånare i kommunen Les Moutiers-Hubert
Referens:INSEE